# Velký Klínovec
Velký Klínovec (historyczna nazwa niem. Käulig Wiese, cz. Klínovec) – szczyt (góra) o wysokości 1167 m n.p.m. (podawana jest też wysokość 1166 m n.p.m. , 1164,0 m n.p.m. , 1163,8 m n.p.m. lub 1163 m n.p.m. ) w paśmie górskim Wysokiego Jesionika (cz. Hrubý Jeseník), w północno-wschodnich Czechach, w Sudetach Wschodnich, przy historycznej granicy Śląska i Moraw, w obrębie gminy Loučná nad Desnou, oddalony o około 6,3 km na północny zachód od szczytu góry Pradziad (cz. Praděd), leżący na jego głównym grzbiecie (grzebieniu), pomiędzy szczytami Výrovka i Červená hora. Rozległość góry (powierzchnia stoków) szacowana jest na około 4,4 km², a średnie nachylenie wszystkich stoków wynosi około 12°.

## Charakterystyka

### Lokalizacja

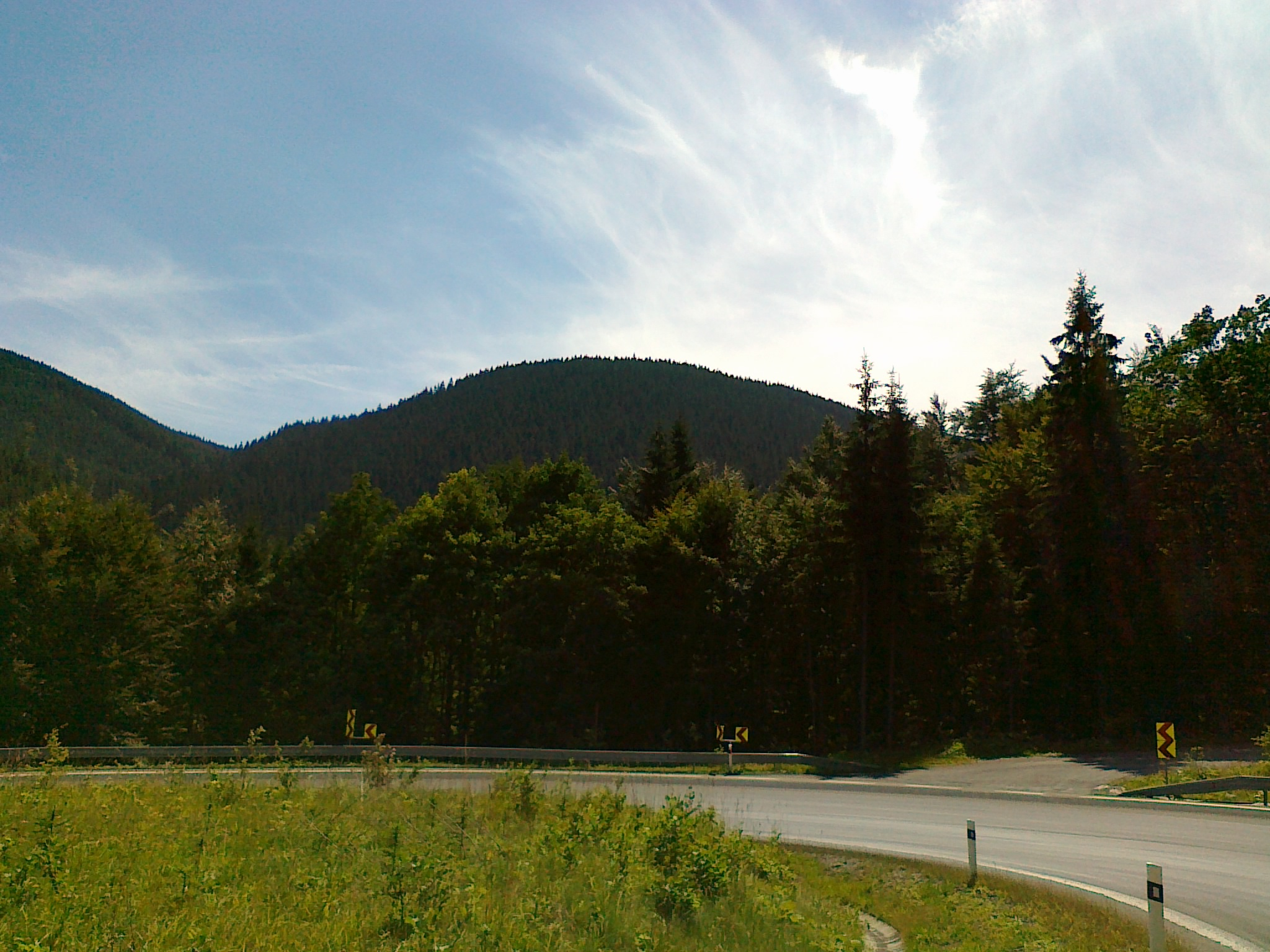
Widok z drogi nr Jesionik – Šumperk na stoku góry Červená hora w kierunku góry Velký Klínovec (2015 rok)

Góra Velký Klínovec położona jest nieco na północny zachód od centrum całego pasma Wysokiego Jesionika. Jest górą o kopulastej powierzchni szczytowej, leżącą w części Wysokiego Jesionika, w północnym obszarze (mikroregionu) o nazwie Masyw Pradziada (cz. Pradědská hornatina), położoną na jego grzbiecie głównym (grzebieniu), ciągnącym się od przełęczy Červenohorské sedlo do przełęczy Skřítek, pomiędzy górami Výrovka (oddzielona od niej przełęczą Hřebenová) i Červená hora (oddzielona od niej przełęczą Červenohorské sedlo). Jest górą dobrze rozpoznawalną, patrząc na nią w wachlarzu kierunków od zachodnich do północnych (np. z punktów widokowych od strony Masywu Keprníka (cz. Keprnická hornatina) można dostrzec na jej stoku narciarskie trasy zjazdowe tworzące kształtem literę „O”). Z pozostałych kierunków nie jest już tak charakterystyczna i nieco trudniej ją rozpoznać (np. z drogi wokół wierzchołka góry Dlouhé stráně ma nieco wypłaszczony grzbiet i znajduje się pomiędzy szczytami gór Červená hora i Velký Klín), a z drogi okalającej połać szczytową góry Pradziad jest trudno rozpoznawalna (widoczna nad górą Velký Jezerník). 
Górę ograniczają: od północnego zachodu przełęcz Červenohorské sedlo i dolina potoku o nazwie Červenohorský potok, od północnego wschodu dolina nienazwanego potoku, będącego dopływem potoku Červenohorský potok, od wschodu przełęcz Hřebenová, od południa dolina nienazwanego potoku, będącego dopływem rzeki Divoká Desná i dolina rzeki Divoká Desná oraz od południowego zachodu i zachodu dolina potoku Divoký potok, płynącego w żlebie Koutský žleb. W otoczeniu góry znajdują się następujące szczyty: od północnego zachodu Skalký u Červenohorského sedla–JZ, Skalký u Červenohorského sedla, Červená hora i Červená hora–V, od północnego wschodu Velký Klín–JZ i Kamenný kostel, od południowego wschodu Výrovka, Nad Petrovkou i Hřbety, od południa Hřbety–JZ, od południowego zachodu Skalý (2) i Suchá hora oraz od zachodu Šindelná hora–JZ.

### Stoki
W obrębie góry można wyróżnić cztery następujące zasadnicze stoki:
- północno-zachodni, ciągnący się od szczytu do przełęczy Červenohorské sedlo (z większością narciarskich tras zjazdowych na tym stoku)
- północny, położony pomiędzy potokami Červenohorský potok i nienazwanym potokiem mającym źródło przy przełęczy Hřebenová
- wschodni, krótki od szczytu do przełęczy Hřebenová
- południowo-zachodni, ciągnący się od szczytu do osady Kouty nad Desnou, rozpostarty pomiędzy żlebem Koutský žleb oraz potokiem mającym swoje źródło przy przełęczy Hřebenová, najdłuższy (około 2,5 km)

Występują tu wszystkie typy zalesienia: bór świerkowy, las mieszany oraz las liściasty, przy czym zdecydowanie dominuje zalesienie borem świerkowym. Na stokach północnym i południowo-zachodnim poza borem świerkowym występują obszary pokryte lasem mieszanym, a wraz z obniżaniem wysokości na stoku południowo-zachodnim pojawiają się również obszary pokryte lasem liściastym. Niemalże wszystkie stoki charakteryzują się znaczną zmiennością wysokości zalesienia, z występującymi przerzedzeniami, ogołoceniami, przecinkami na trasy zjazdowe i przebieg związanych z nimi wyciągów narciarskich oraz znacznymi polanami. Wzdłuż stoku południowo-zachodniego w pobliżu żlebu Koutský žleb przebiega napowietrzna linia przesyłowa prądu o napięciu 22 kV. W odległości około 750 m na zachód od szczytu, blisko grzbietu stoku południowo-zachodniego, położone są pojedyncze skaliska oraz na wysokościach około (1050–1080) m n.p.m. grupa skalna.
Stoki mają stosunkowo jednolite, na ogół łagodne i zróżnicowane nachylenia. Średnie nachylenie stoków waha się bowiem od 5° (stok wschodni) do 14° (stok północno-zachodni). Średnie nachylenie wszystkich stoków góry (średnia ważona nachyleń stoków) wynosi około 12°. Maksymalne średnie nachylenie stoku południowo-zachodniego blisko zakrętu przed przełęczą Červenohorské sedlo drogi nr 44, na odcinku 50 m nie przekracza 45°. Stoki pokryte są siecią dróg (m.in. Miliónová cesta) oraz na ogół nieoznakowanych nielicznych ścieżek. Przemierzając je zaleca się korzystanie ze szczegółowych map, z uwagi na zawiłości ich przebiegu, zalesienie oraz zorientowanie w terenie.
Przez stok południowo-zachodni przebiega serpentynami droga krajowa nr 44 Šumperk – Jesionik (cz. Jeseník). Jest ona wyjątkowa w swoim przebiegu, wytyczona jeszcze w XIX wieku, w celu połączenia z tworzącą się wtedy bazą turystyczną na przełęczy Červenohorské sedlo, później w XX wieku pokryta asfaltem, a w latach 2014–2016 modernizowana i remontowana. Na przebycie w linii prostej stokiem góry trasy długości 2,6 km i różnicy wysokości 405 m (od mostu w Koutach nad Desnou (603 m n.p.m.) do przełęczy Červenohorské sedlo (1008 m n.p.m.)) trzeba było zbudować drogę o długości 7,7 km w celu złagodzenia nachylenia stoku (miejscami maksymalne nachylenie stoku na odcinku 50 m sięga 45°), budując na wysokościach, odpowiednio: (609, 620, 699, 770, 800, 832, 865, 897 i 922) m n.p.m. 9 pętlic drogowych. Droga zabezpieczona jest wzdłuż poboczy przy stoku barierkami. Roztaczają się z niej perspektywy m.in. w kierunku wielu pobliskich szczytów m.in. Dlouhé stráně, Medvědí hora, Suchá hora czy na wyższych wysokościach, trzonu wieży na górze Pradziad.  

### Szczyt

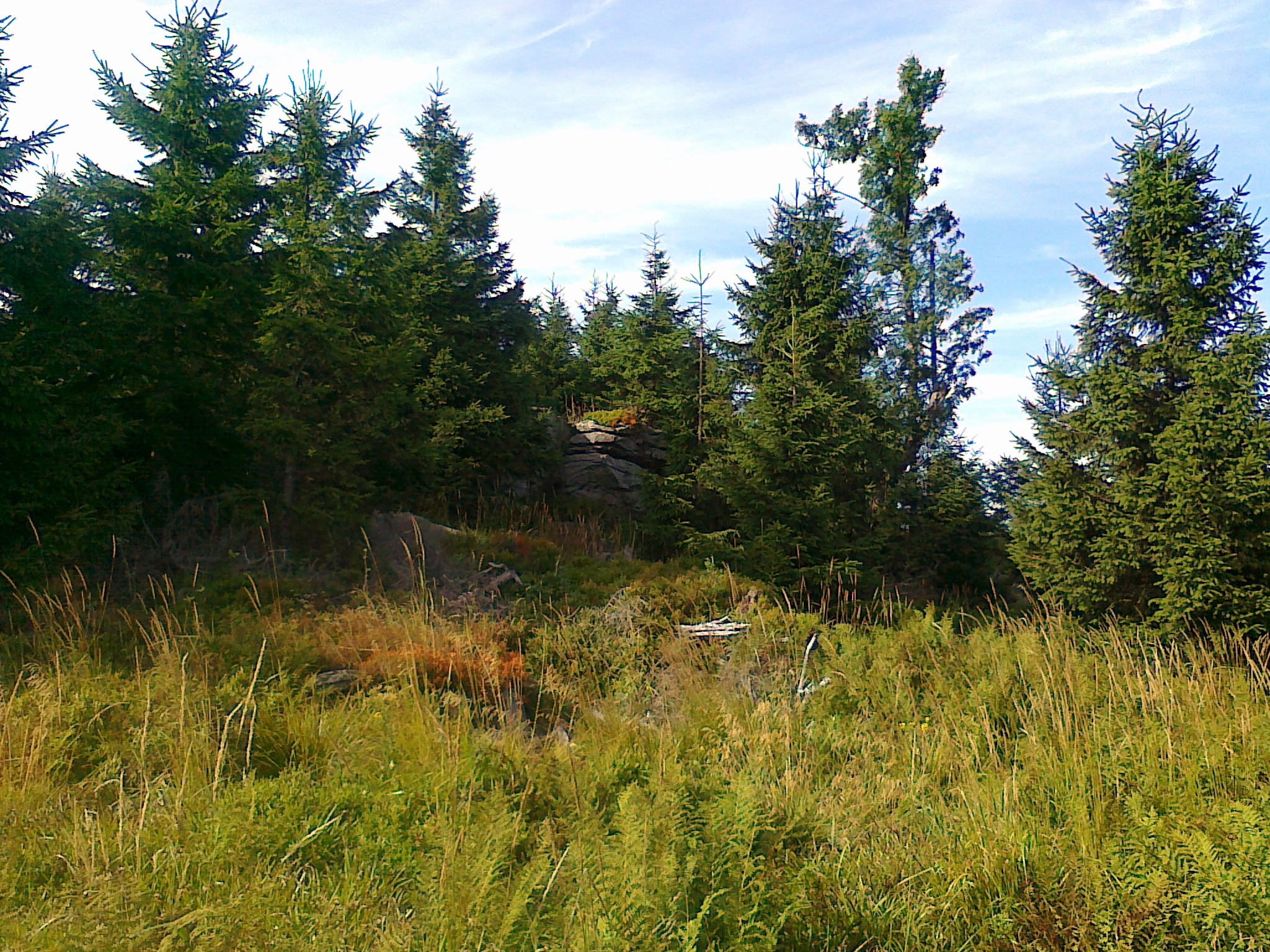
Widok na szczytowe skalisko góry Velký Klínovec (2015 rok)

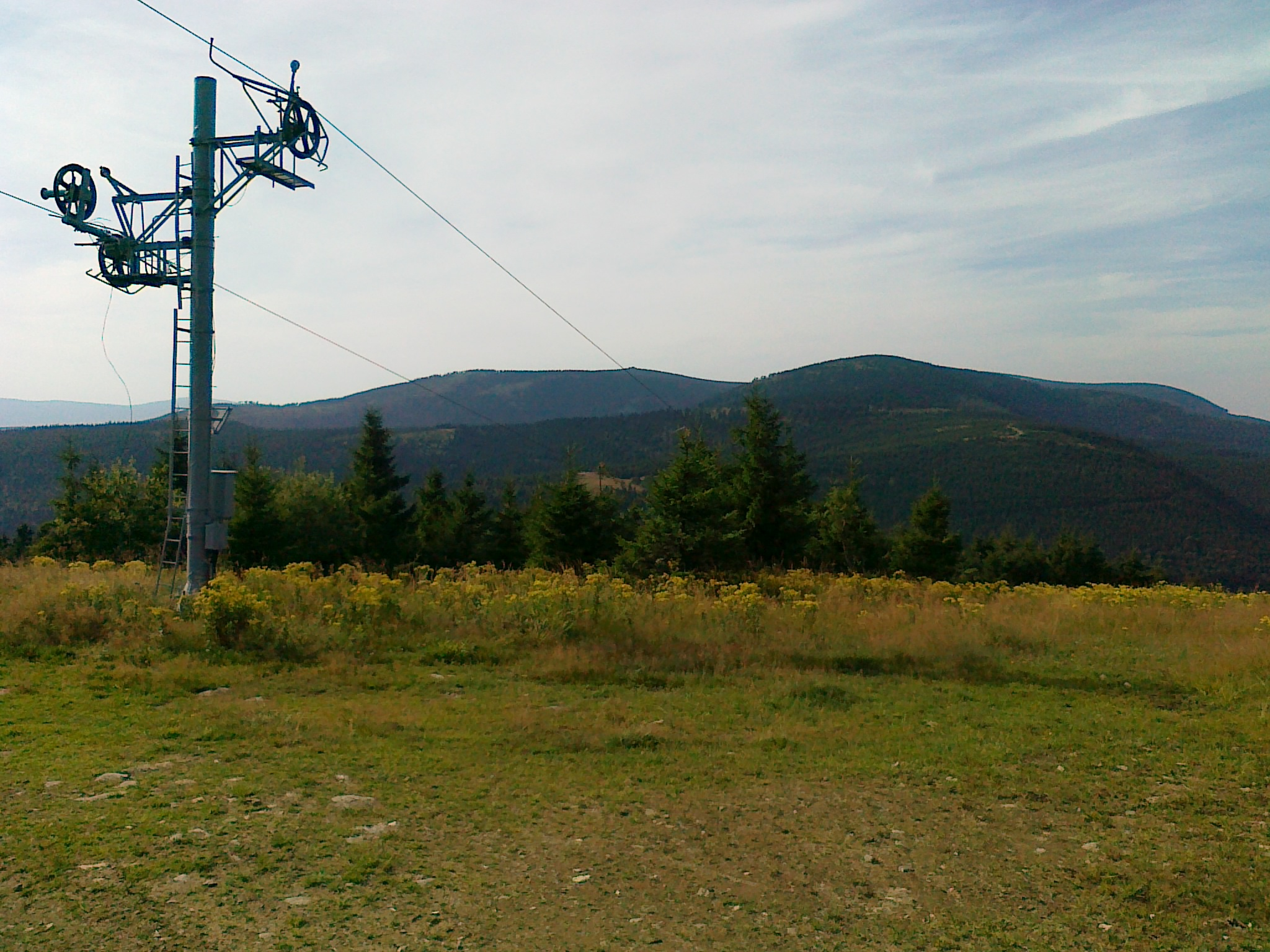
Widok ze szczytowej połaci startowej narciarskich tras zjazdowych na góry: Klínová hora, Spálený vrch, Vozka, Červená hora i Žalostná (2015 rok)

Velký Klínovec jest górą o pojedynczym szczycie. Połać szczytowa jest zalesiona borem świerkowym z przerzedzeniami, pokryta trawą wysokogórską, na której znajdują się niewielkie skaliska. Na połaci szczytowej znajduje się punkt geodezyjny, oznaczony na mapach geodezyjnych numerem (7.), o wysokości 1163,80 m n.p.m. oraz współrzędnych geograficznych (50°07′07,96″N 17°09′44,81″E/50,118878 17,162447), oddalony o około 30 m na południowy zachód od szczytu. Na szczycie znajduje się skalisko, będące ograniczonym punktem widokowym, z którego roztaczają się ograniczone widoki m.in. w kierunku góry Pradziad. Położone jest ono wśród zalesienia, które z biegiem czasu zwiększa swoją wysokość i ogranicza w ten sposób pole widzenia. Państwowy urząd geodezyjny o nazwie (cz. Český úřad zeměměřický a katastrální (CÚZK)) w Pradze podaje jako najwyższy punkt góry – szczyt – o wysokości 1166,9 m n.p.m. i współrzędnych geograficznych (50°07′08,9″N 17°09′45,6″E/50,119139 17,162667). Blisko skaliska szczytowego znajduje się połać startowa narciarskich tras zjazdowych, z której roztaczają się perspektywy na szczyty Masywu Keprníka (cz. Keprnická hornatina): Ucháč, Černá stráň, Klínová hora, Spálený vrch, Vozka, Červená hora, Žalostná i Točník. 
Najwygodniejsze dojście na szczyt następuje z przełęczy Červenohorské sedlo i drogi nr 44 oraz czerwonego szlaku turystycznego . Idąc nim w kierunku skrzyżowania turystycznego Klínovec odcinek o długości około 450 m oraz dochodząc do jednej z widocznych tras zjazdowych, należy skręcić w prawo i nieoznakowaną ścieżką wzdłuż trasy zjazdowej, należy przejść około 520 m podejściem do szczytowej połaci startowej narciarskich tras zjazdowych, a następnie orientacyjnym dojściem o długości około 80 m, poprzez gęstwinę porośniętej roślinności dotrzeć do skaliska szczytowego. 

### Geologia
Pod względem geologicznym masyw góry Velký Klínovec należy do jednostki określanej jako warstwy vrbneńskie i zbudowany jest ze skał metamorficznych, głównie: fyllonitów (biotytów, chlorytów i muskowitów), fyllitów, gnejsów (plagioklazów), amfibolitów, porfiroidów, stromatytów, łupków łyszczykowych (grafitów), łupków zieleńcowych, kwarcytów oraz skał osadowych, głównie: wapieni i meta-zlepieńców.

### Wody
Grzbiet główny (grzebień) góry Pradziad, biegnący od przełęczy Skřítek do przełęczy Červenohorské sedlo oraz dalej do przełęczy Ramzovskiej (cz. Ramzovské sedlo) jest częścią granicy Wielkiego Europejskiego Działu Wodnego, dzielącej zlewiska Morza Bałtyckiego i Morza Czarnego . 
Góra leży na tej granicy, na zlewiskach Morza Bałtyckiego (dorzecze Odry) na stoku północnym oraz Morza Czarnego (dorzecze Dunaju) na stoku południowo-zachodnim . Na stoku południowo-zachodnim bierze swój początek kilka krótkich nienazwanych potoków, będących dopływami rzeki Divoká Desná. Przy drodze nr 44, w odległości około 1,6 km na południowy zachód od szczytu (stok południowo-zachodni), na wysokości około 681 m n.p.m. występuje zabudowane źródło o nazwie (cz. Studánka pod Červenohorským sedlem). Ponadto u podnóża stoku południowo-zachodniego, blisko płynącej rzeki Divoká Desná znajduje się owalny staw o długości około 90 m oraz przy zabudowaniach osady Kouty nad Desnou, blisko płynącego potoku Divoký potok – prostokątny zbiornik wodny o wymiarach (10 × 20) m. Z uwagi na stosunkowo łagodne nachylenia stoków, w obrębie góry nie występują m.in. wodospady czy kaskady.

## Ochrona przyrody
Cała góra znajduje się w obrębie wydzielonego obszaru objętego ochroną o nazwie Obszar Chronionego Krajobrazu Jesioniki (cz. Chráněná krajinná oblast (CHKO) Jeseníky), a utworzonego w celu ochrony utworów skalnych, ziemnych i roślinnych oraz rzadkich gatunków zwierząt. Na stokach nie utworzono żadnych rezerwatów przyrody lub innych obiektów nazwanych pomnikami przyrody. Ponadto na obszarze góry nie wytyczono żadnych ścieżek dydaktycznych.

## Turystyka
U podnóża stoku południowo-zachodniego w osadzie Kouty nad Desnou położone są dwa pensjonaty: Chata Pelikán oraz Chata u rybníka 113. Góra Velký Klínovec jest kluczową górą ośrodka narciarskiego przy przełęczy Červenohorské sedlo (cz. Ski areál Červenohorské sedlo), ze znajdującym się na niej hotelem Červenohorské Sedlo i bazą pensjonatów. Południowo-zachodni stok góry graniczy z osadą Kouty nad Desnou, będącej częścią miejscowości Loučná nad Desnou z bazą hoteli i pensjonatów, oddaloną od szczytu o około 2,7 km w kierunku południowo-zachodnim. Nieco dalej, bo 4,2 km na południowy wschód od szczytu położone jest najstarsze schronisko turystyczne Wysokiego Jesionika, Švýcárna. Natomiast do bazy turystycznej w osadzie Filipovice z hotelem Stará pošta jest od szczytu około 4,3 km w kierunku północnym. Ponadto na stoku północno-zachodnim, w odległości około 740 m na północny zachód od szczytu, na wysokości około 975 m n.p.m. znajduje się chata o nazwie Pekárka, ale nie ma ona charakteru typowego schroniska turystycznego, a którą zalicza się do tzw. chat łowieckich.
Kluczowym punktem turystycznym jest oddalone o około 820 m na północny zachód od szczytu skrzyżowanie turystyczne ČHS (lávka, bus Jeseník) z podaną na tablicy informacyjnej wysokością 1010 m, przez które przechodzą szlaki turystyczne oraz trasy narciarstwa biegowego. 

### Szlaki turystyczne
Klub Czeskich Turystów (cz. Klub Českých Turistů) wytyczył w obrębie góry cztery szlaki turystyczne na trasach:
 Červenohorské sedlo – góra Velký Klínovec – przełęcz Hřebenová – szczyt Výrovka – przełęcz Sedlo pod Malým Jezerníkem – szczyt Malý Jezerník – góra Velký Jezerník – przełęcz Sedlo Velký Jezerník – schronisko Švýcárna – góra Pradziad – przełęcz U Barborky – góra Petrovy kameny – Ovčárna – przełęcz Sedlo u Petrových kamenů – góra Vysoká hole – szczyt Vysoká hole–JZ – szczyt Kamzičník – góra Velký Máj – przełęcz Sedlo nad Malým kotlem – góra Jelení hřbet – Jelení studánka – przełęcz Sedlo pod Jelení studánkou – góra Jelenka – góra Ostružná – Rýmařov
 Červenohorské sedlo – góra Velký Klínovec – góra Výrovka – góra Malý Jezerník – Kamzík
 Filipovice – Jeřáb – źródło Mariin pramen – góra Velký Klín – góra Velký Klínovec – przełęcz Červenohorské sedlo – Kouty nad Desnou – dolina potoku Hučivá Desná – przełęcz Sedlo pod Vřesovkou – Kamenne okno – góra Červená hora – Bílý sloup
 Kouty nad Desnou – góra Hřbety – góra Nad Petrovkou – Kamzík – góra Velký Jezerník – przełęcz Sedlo Velký Jezerník – schronisko Švýcárna – góra Pradziad – przełęcz U Barborky – góra Petrovy kameny – Ovčárna – Karlova Studánka

### Szlaki rowerowe
W obrębie góry wyznaczono trzy szlaki rowerowe na trasach:
 Červenohorské sedlo – góra Velký Klínovec – góra Výrovka – Kamzík – góra Velký Jezerník – przełęcz Sedlo Velký Jezerník – góra Malý Děd – schronisko Švýcárna – góra Pradziad – przełęcz U Barborky – góra Petrovy kameny – Ovčárna – przełęcz Hvězda
 Videlské sedlo – rezerwat przyrody Vysoký vodopád – góra Malý Děd – góra Velký Jezerník – góra Malý Jezerník – góra Výrovka – góra Velký Klín – Jeřáb – góra Velký Klínovec – Červenohorské sedlo
 Přemyslov – góra Černá stráň – dolina potoku Hučivá Desná – góra Červená hora – góra Šindelná hora – Suchá hora – Kouty nad Desnou – góra Hřbety – góra Nad Petrovkou – Petrovka

#### Podjazdy drogowe
Stokiem południowo-zachodnim biegnie podjazd drogą nr 44 na przełęcz Červenohorské sedlo, który jest chętnie pokonywany przez m.in. rowerzystów i motocyklistów:
 podjazd z miejscowości Loučná nad Desnou (długość: 11,8 km, różnica wysokości: 506 m, średnie nachylenie: 4,3%, 9 pętlic drogowych)

### Trasy narciarskie
W okresach ośnieżenia wzdłuż szlaków turystycznych i rowerowych przebiegają trasy narciarstwa biegowego, w tym z trasą o nazwie tzw. (cz. Jesenická magistrála).
 Drátovna (chata) – Jeřáb – źródło Mariin pramen – góra Velký Klín – Pod Velkým Klínem – góra Velký Klín–JZ – góra Velký Klínovec – przełęcz Červenohorské sedlo
 Videlské sedlo – rezerwat przyrody Vysoký vodopád – góra Malý Děd – góra Velký Jezerník – góra Velký Klín – Jeřáb – góra Velký Klínovec – Červenohorské sedlo
W obrębie góry poprowadzono sześć tras narciarstwa zjazdowego z odpowiadającymi im wyciągami, ze znajdującymi się na szczytowej połaci startowej okrągłymi tablicami wskazującymi kolor (stopień trudności) i numer trasy:
| Główne trasy narciarstwa zjazdowego z wyciągami z góry Velký Klínovec |                    |                 |                     |                |                   |
| Lp.                                                                   | Trasa i oznaczenie | Długość trasy m | Różnica wysokości m | Rodzaj wyciągu | Długość wyciągu m |
| 1                                                                     | 1                  | 750             | 190                 | orczykowy      | 750               |
| 2                                                                     | 1a                 | 1250            | 290                 | 4-krzesełkowy  | 1050              |
| 3                                                                     | 2                  | 900             | 180                 | orczykowy      | 750               |
| 4                                                                     | 2a                 | 1350            | 290                 | 4-krzesełkowy  | 1050              |
| 5                                                                     | 3                  | 420             | 90                  | orczykowy      | 450               |
| 6                                                                     | 3a                 | 190             | 35                  | orczykowe      | 200 i 60          |